# Parodia ocampoi
Parodia ocampoi är en kaktusväxtart som beskrevs av Martín Cárdenas Hermosa. Parodia ocampoi ingår i släktet Parodia och familjen kaktusväxter. Inga underarter finns listade i Catalogue of Life.

## Bildgalleri

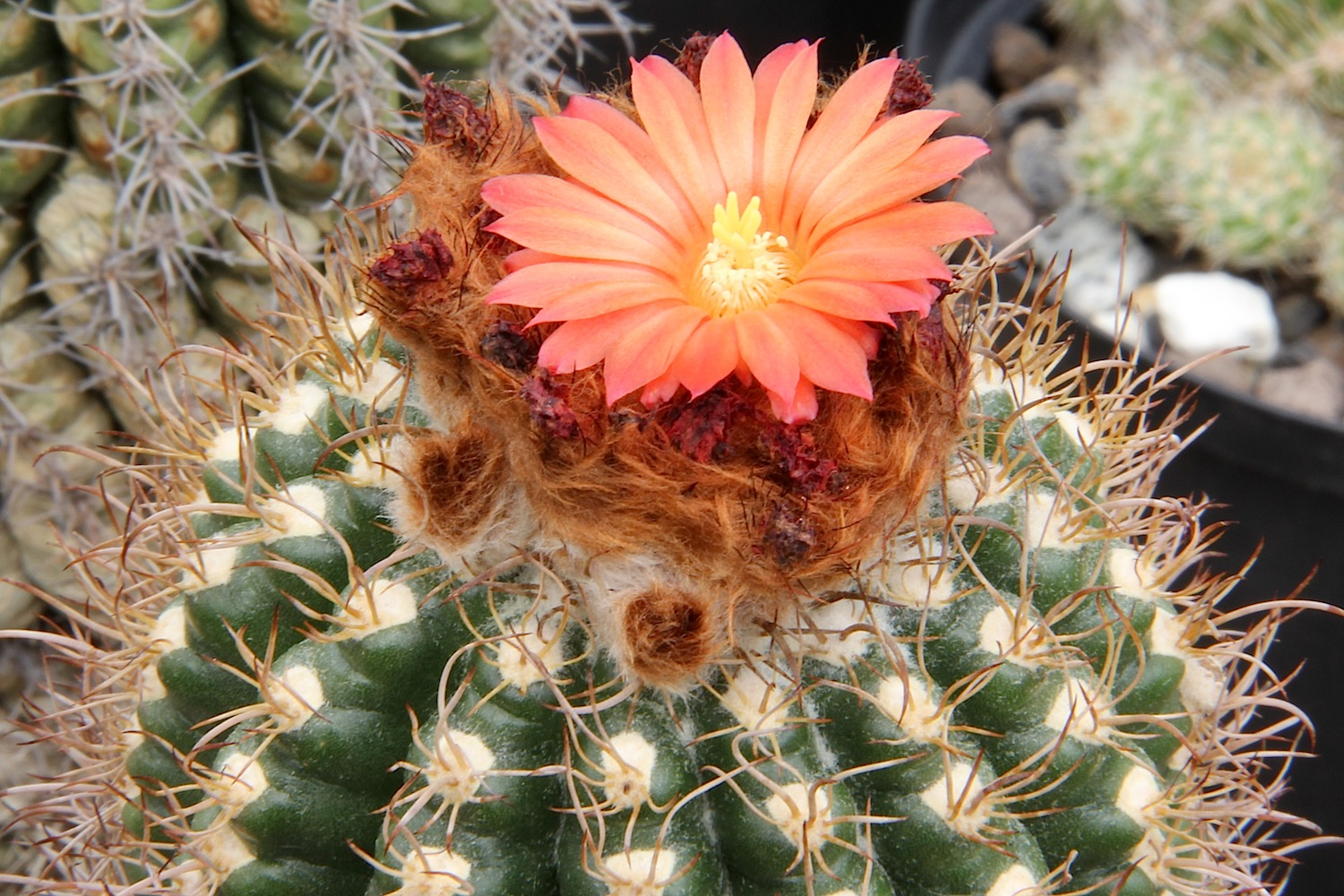
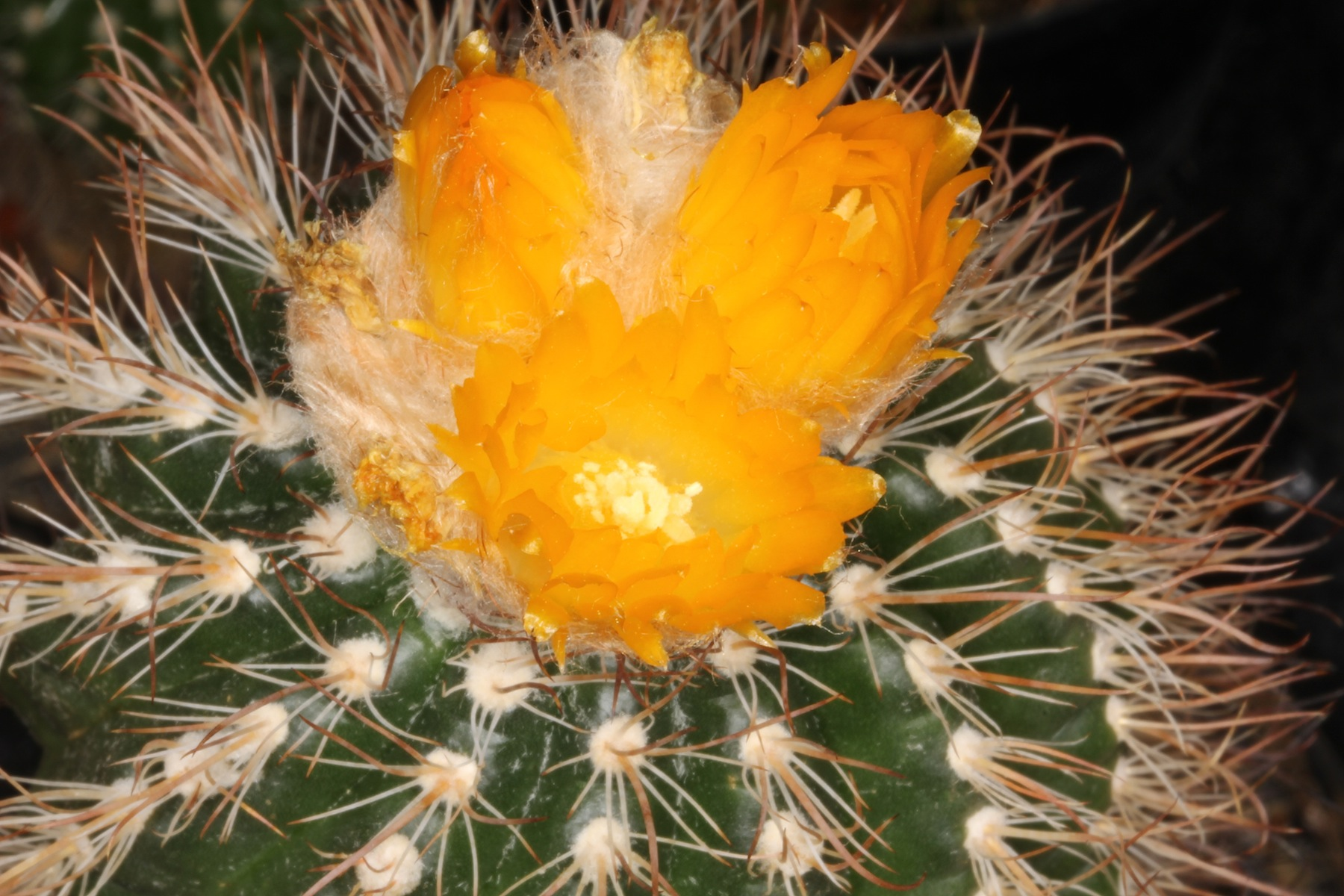
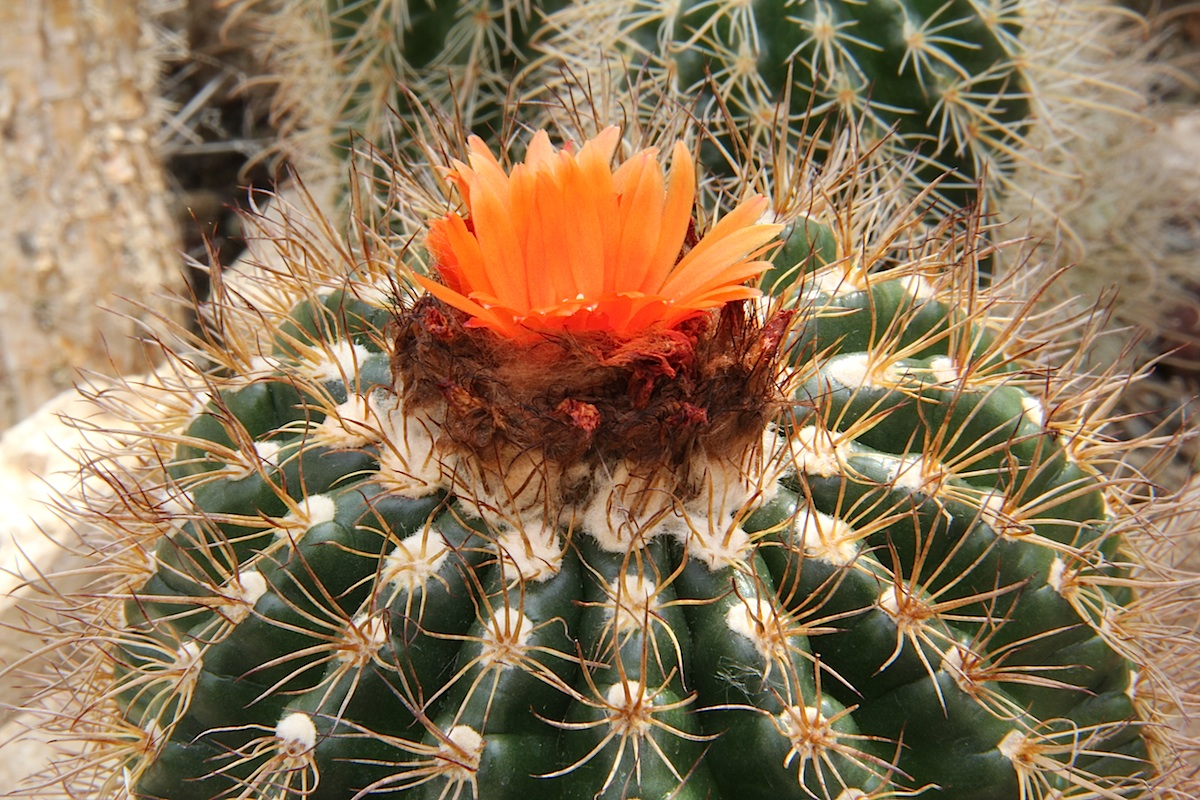